# Chulalongkornuniversitetet

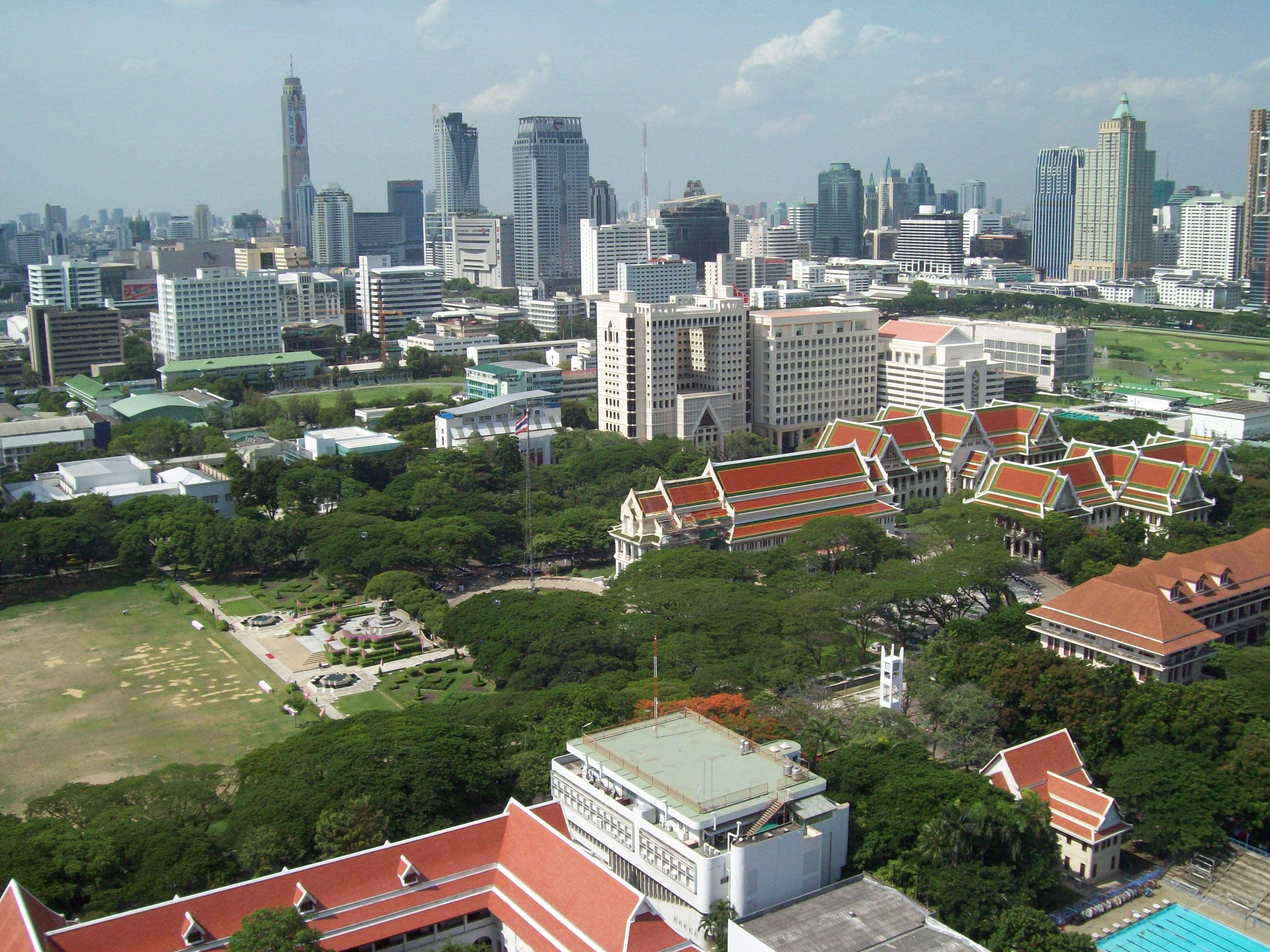
Chulalongkornuniversitetet med aulan mitt i bilden.

Chulalongkornuniversitetet ligger mitt i centrala Bangkok, ett stenkast från Siamtorget. Det är ansett som Thailands överlägset finaste universitet, och flera av kungafamiljens barn studerar där.